# Río Sofia

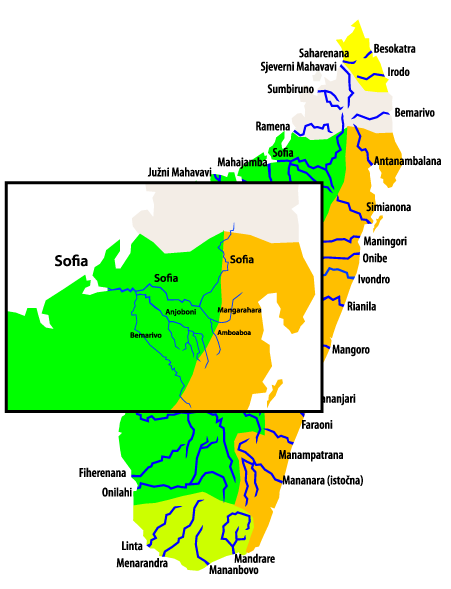
Río Sofia

El Sofia es un río que discurre por el noroeste de Madagascar. Fluye a través de la Región de Sofía. La fuente se encuentra en el Macizo Tsaratanana a una altitud de 1.784 metros. Tiene una longitud de 350 kilómetros.